# Недогарківський ліцей

### Місце розташування
Кременчуцький район, с. Недогарки, вул. Приморська, 156, 39722

### Історія
Історія Недогарківського ліцею починається з 1764 року. При Троїцькій церкві, збудованій 1764 року існували дві церковно-приходських школи — одна з яких була жіноча та земське училище; два будинки — один для священика, другий для жіночої приходської школи. 1840 року відкрито однокласне народне училище, де в 1847 році навчалося 28 учнів, а у 1887 р. — навчалося 111 учнів та працювало 3 учителі. Після реформи 60-х років ХІХ ст., реорганізоване в земське. Кількість учнів в Недогарківському училищі за 3 роки: 130—1891 р., 129—1892 р, 117—1893 р. Піклувальником був дворянин Порфирій Олександрович Заблоцький.
На 01.01.1894 р. кількість учнів: 177 дітей. Серед них: козаків — 111, міщан — 1, духовних станів — 1, дворян — 4. Було 114 хлопців і 3 дівчини. Вік: від 8 до 15 років. Всі православні. Особовий склад учителів на початку 1893—1894 навчального року:
1. Законовчитель, священик отець Антоній Кривусьов
2. Учитель Микола Кутах
3. Учитель Василь Корицький
4.Учитель Андрій Дзина
1894 року завідувачем був священик Дмитро Квітницький. Крім шкіл церковно-приходських і шкіл грамот у Кременчуцькому повіті були 5 недільних шкіл, з них одна жіноча в с. Недогарках, яка знаходилась у приміщенні земського народного училища. Навчальний рік розпочинався з 4 жовтня.
У 1897 році в Недогарках побудовано нове шкільне приміщення на церковні кошти.
У 1902 році в Недогарському училищі працювали: завідувач Антоній Кривусьов (він викладав співи), учителі: Андрій Корнілевич Дзина, Микола Миколайович Менщиков, Володимир Антонович Кривусьов. На той час кількість учнів — 94, кількість на одного вчителя — 31. Школа знаходилася у центрі Недогарків.
Перед війною працювали в школі учителі, які пішли на фронт: Коваленко Петро Конович, директор школи, історик. Закінчив війну майором. Коваль Олександр Іванович, історик, загинув під час бойових дій. Сова Григорій Прокопович, працював істориком-географом. Загинув під час війни. Божко Костянтин Якович, викладав українську мову. Був поранений в боях, закінчив війну старшим лейтенантом, нагороджений орденами. Артеменко Іван Григорович працював учителем російської мови, пройшов усю війну.
До 1950 року школа була семирічною.
У 1950 році відкрили 8 клас. Брали на навчання тих дітей, хто вчився добре та відмінно.
Директором школи був Тарасенко Олексій Іванович, який гарно співав та організував хор. Також був і драматичний гурток. Вчителі ставили сценки із п'єс українських драматургів. Їздили на концерти в інші села.
Дітей на той час навчалося багато. Налічувалося від 20 до 35 учнів у класах.
У 1955 році на загальних батьківських зборах було прийняте рішення звернутися до Міністерства освіти УРСР з проханням побудувати нову школу. Прохання недогарців задовольнили — й у 1956 році почала працювати будівельна бригада. Ніхто не залишився байдужим до нової справи. Спільними зусиллями учителів, учнів та батьків було збудовано майстерні, будинок для вчителів.
Вчителька школи Міщенко Галина Микитівна, яка працювала в школі з 1950 по 1980 роки, розповідала, що учні працювали на полях: проривали кукурудзу, саджали картоплю, виконували там різну роботу. Тому в шкільній столовій було все: помідори, огірки, капуста, картопля. Вона казала: «Жили по-справжньому, село будувалося, колгосп процвітав, допомагали школі, а учні й вчителі колгоспу». Вперше посвячували у колгоспники випускників Недогарківської школи 1982 року. Це було масове свято, прийшли ті, хто хотів привітати молоду зміну, свої онуків, дочок і синів, — хліборобів, господарів землі своєї. Це була знаменна подія для школи, адже педагоги гордилися своїми учнями, які поповнили ряди механізаторів колгоспу. Для учнів це був почесний обов'язок працювати на землі, вирощувати хліб. Від імені райкому оголосили вдячність Недогарківській середній школі, усім батькам, педагогічному колективу.
Працювали в школі директорами: Тарасенко О. І., Бутенко М. Ф., Степанець І. А., Шахман В. Б., Москалик С. В., Бойко М. І., Дон В. Я. Вони збирали колектив розумних і відданих педагогів своїй роботі, які прагнули навчити своїх учнів дійсно тим знанням які б допомагали у житті та цілеспрямовано йти до своєї мети.
За роки існування школи здійснено 61 випуск, випущено 1743 випускників, нагороджено — 59 золотими і 24 срібними медалями.
На сьогодні — це 11 класів, в яких навчається 124 учні.
Недогарківський ліцей із січня 2016 року є комунальною власністю Недогарківської сільської ради Кременчуцького району Полтавської області.
До послуг 11 навчальних кабінетів, 2 комп'ютерних класи, доступ до мережі Інтернет, створено блог школи, кабінет хореографії, кабінет психологічної служби, бібліотека, їдальня, актовий зал, медичний кабінет, кабінети виховної та методичної роботи, тренінговий центр «Маршрут безпеки».
Недогарківська ЗОШ І-ІІІ ступенів — «Школа формування здорового способу життя та розвитку особистості», з 2012 року — опорна школа в районі та учасник обласного педагогічного експерименту з превентивної освіти «Психолого-педагогічні умови створення здоров'я збережувального освітнього простору в школі».
У структурі Недогарківської школи три ступені:
1-4 класи — «Школа розвитку здоров'я»;
5-9 класи — «Школа сприяння здоров'ю»;
10-11 класи — «Школа здорового способу життя».
Система проектної та експериментальної діяльності реалізується за напрямком: «Технологія превентивного виховання в умовах ЗНЗ». «Превентивна освіта у школі, дружня до дитини» (кер. Москалик С. В.). Науково-педагогічне дослідження «Здоров'я зберігаюче виховання підлітків основної школи в навчально-виховному процесі», «Психолого-педагогічний супровід адаптації п'ятикласників» (кер. Москалик С. В.).
Педагогічні працівники та учні Недогарківської школи є переможцями районних та обласних конкурсів, предметних олімпіад, МАН, інтелектуальних ігор, спортивних змагань. Вони й надалі гідно продовжують навчання та виховання своїх учнів, щоб в майбутньому знання та досвід допомогли в дорослому житті.